# Крафт, Пер (Старший)
Пер Крафт Старший (швед. Per Krafft den äldre; 16 января 1724[…], Арбуга, Вестманланд — 7 ноября 1793[…], Клара, Стокгольмское обер-губернаторство) — шведский художник-портретист. Один из ключевых учеников Александра Рослина.

## Биография
Родился в 1724 году в Арбоге. Получил образование в Уппсале, где в 1736 году увлекся искусством. Начиная с 1739 года несколько лет был учеником художника-портретиста Юхана Хенрика Шеффеля в Стокгольме. В 1745 году Крафт отправился в Копенгаген, где на него оказала влияние творческая манера Карла Густава Пило. У Крафта был покровитель в Дании, тогдашний министр финансов граф Отто Тотт, для которого он скопировал большое количество семейных портретов, а в 1752 создал портреты графа, графини и их дочери. 
В 1755 году из Дании Крафт отправился в Париж, где совершенствовал своё искусство сперва в мастерской Шардена, а позже — в мастерской уроженца Швеции,  Александра Рослина. 
По протекции Рослина, Пер Крафт был назначен профессором в Академии художеств небольшого германского государства — маркграфства Байрейт. В Байрейте художник, пользовавшийся расположением правителя — маркграфа Фридриха III, не только занимался преподаванием, но и создал целую галерею портретов местной аристократии. 
После смерти маркграфа Фридриха III, его преемник распустил академию, сочтя подобное «развлечение» слишком дорогим, после чего Крафт отправился в Италию, где посетил Болонью, Рим и Флоренцию. Из Италии он отправился в Дрезден (через Байрейт), а из Дрездена — к королю Польши Станиславу Августу Понятовскому в Варшаву, где работал 1767–68 годах. И в Байрейте и в Дрездене и в Варшаве активно писал портреты, опираясь на рекомендации от своего учителя Рослина и репутацию одного из лучших его учеников.
В 1768 году Крафт вернулся в Стокгольм после 21 года пребывания за границей. Здесь его первоначально приняли холодно, так как пастель, который он преимущественно работал, уже вышла в то время из моды. Поэтому первоначально он вынужден был создавать алтарные образы для церквей и портреты богатых торговцев, купцов и учёных, в том числе по заказам канцлера (ректора) Уппсальского университета, что приносило существенный доход, но считалось менее престижным, чем позиция придворного художника.
Лишь спустя несколько лет Крафт смог привлечь к себе вниманием короля Швеции Густава III, исполнил два его портрета и в 1773 году стал действительным членом Шведской академии художеств и профессором там же. В дальнейшем плодотворно работал в Швеции, создавая портреты и занимаясь преподаванием. 
Пер Крафт Старший был отцом и учителем художников Пера Крафта Младшего и Вильгельмины Крафт. 
Скончался в Стокгольме.

## Галерея

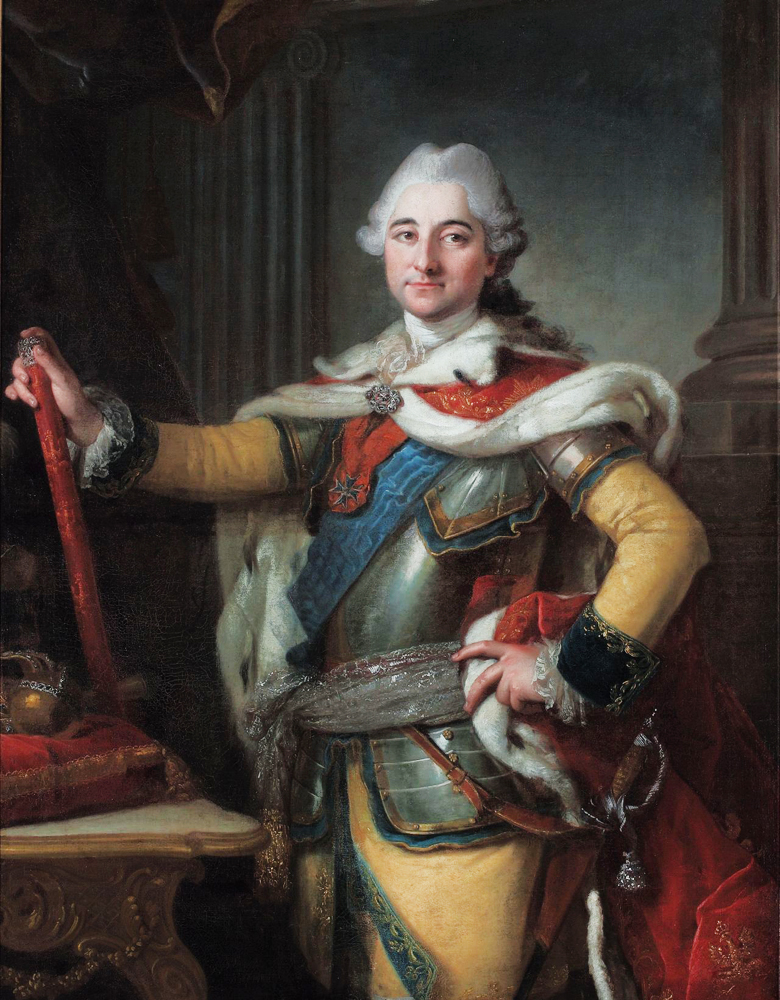
Парадный портрет польского короля Станислава Августа Понятовского
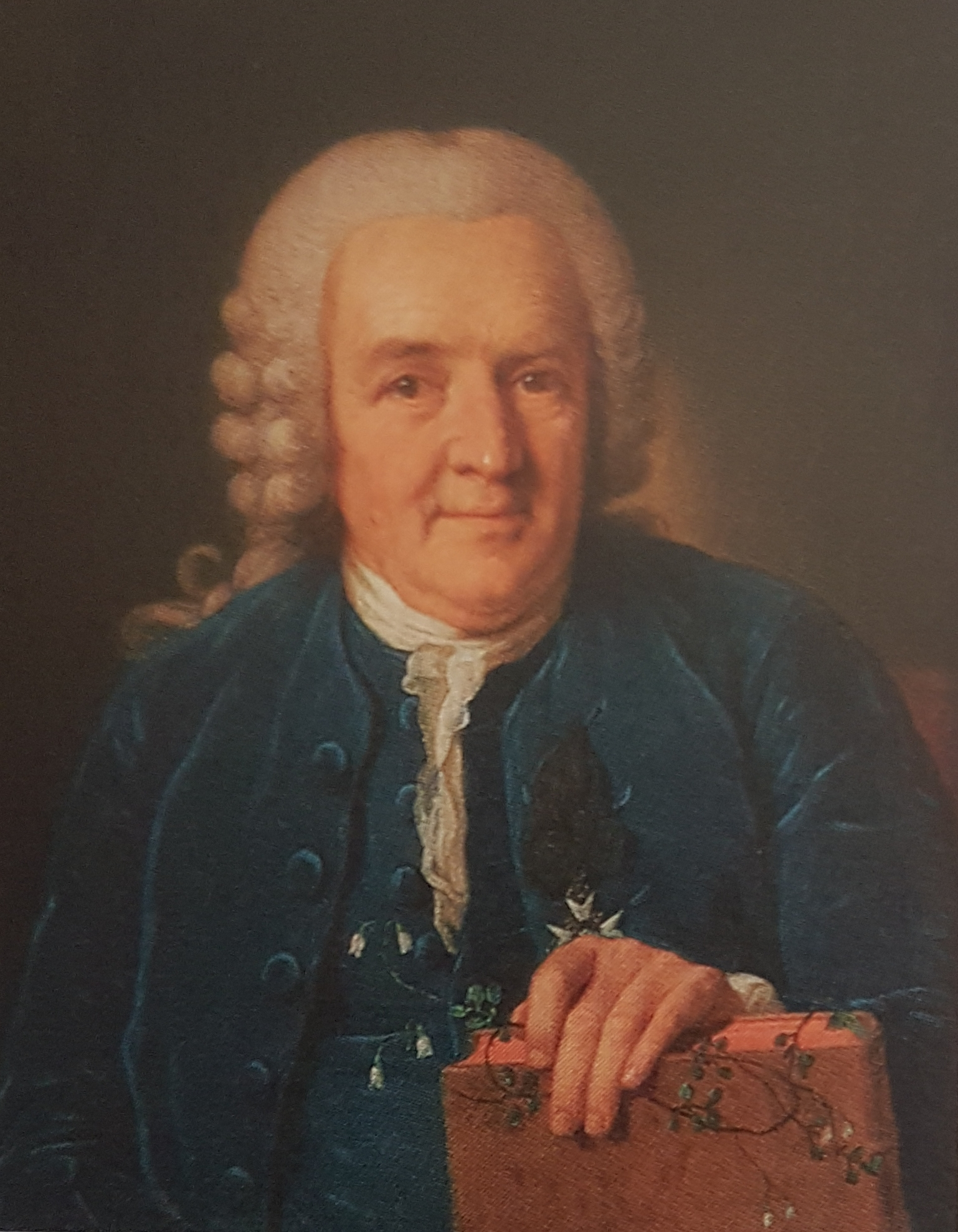
Портрет Карла Линнея
Портрет короля Швеции Густава III
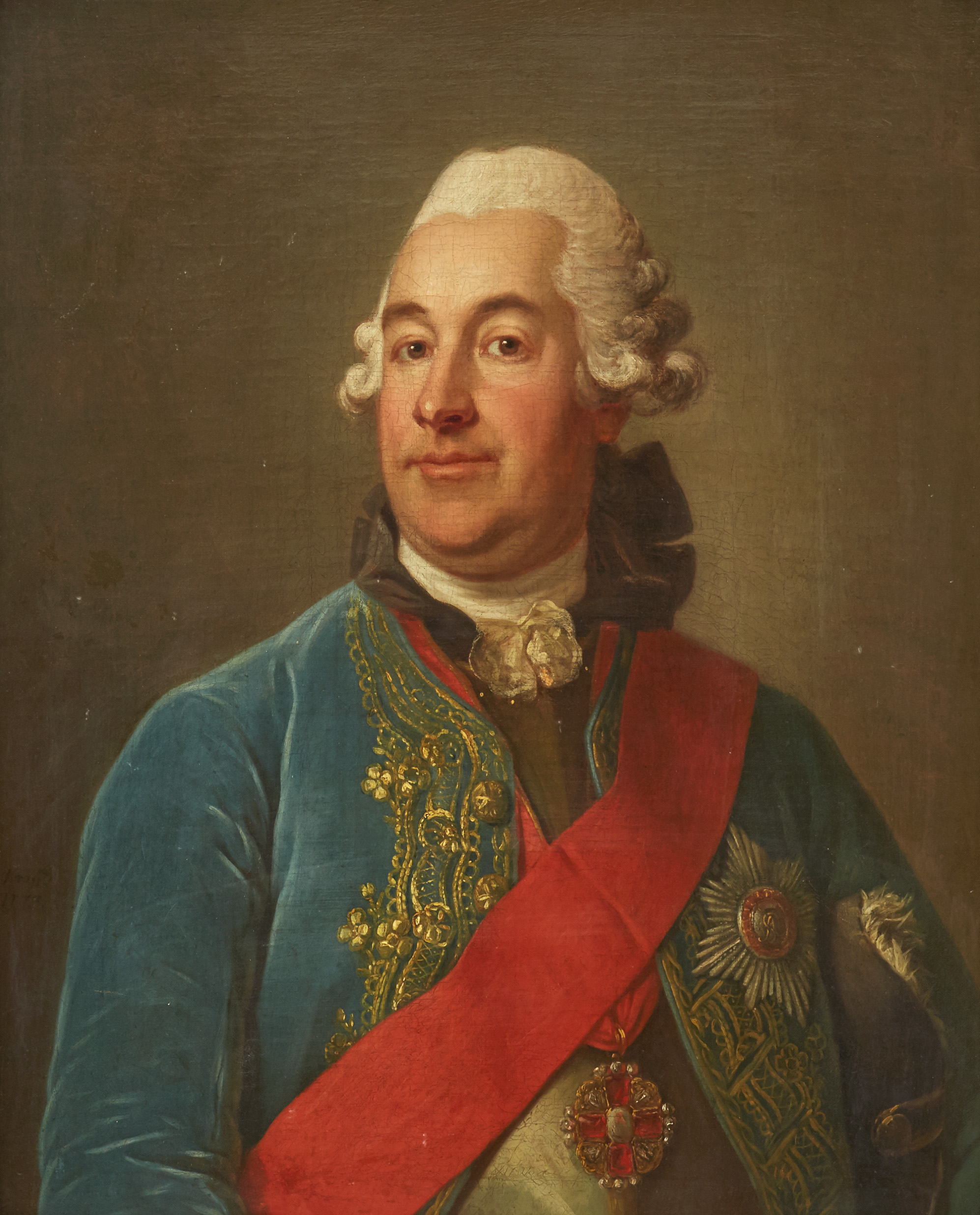
Портрет русского посла в Швеции графа Ивана Андреевича Остермана.
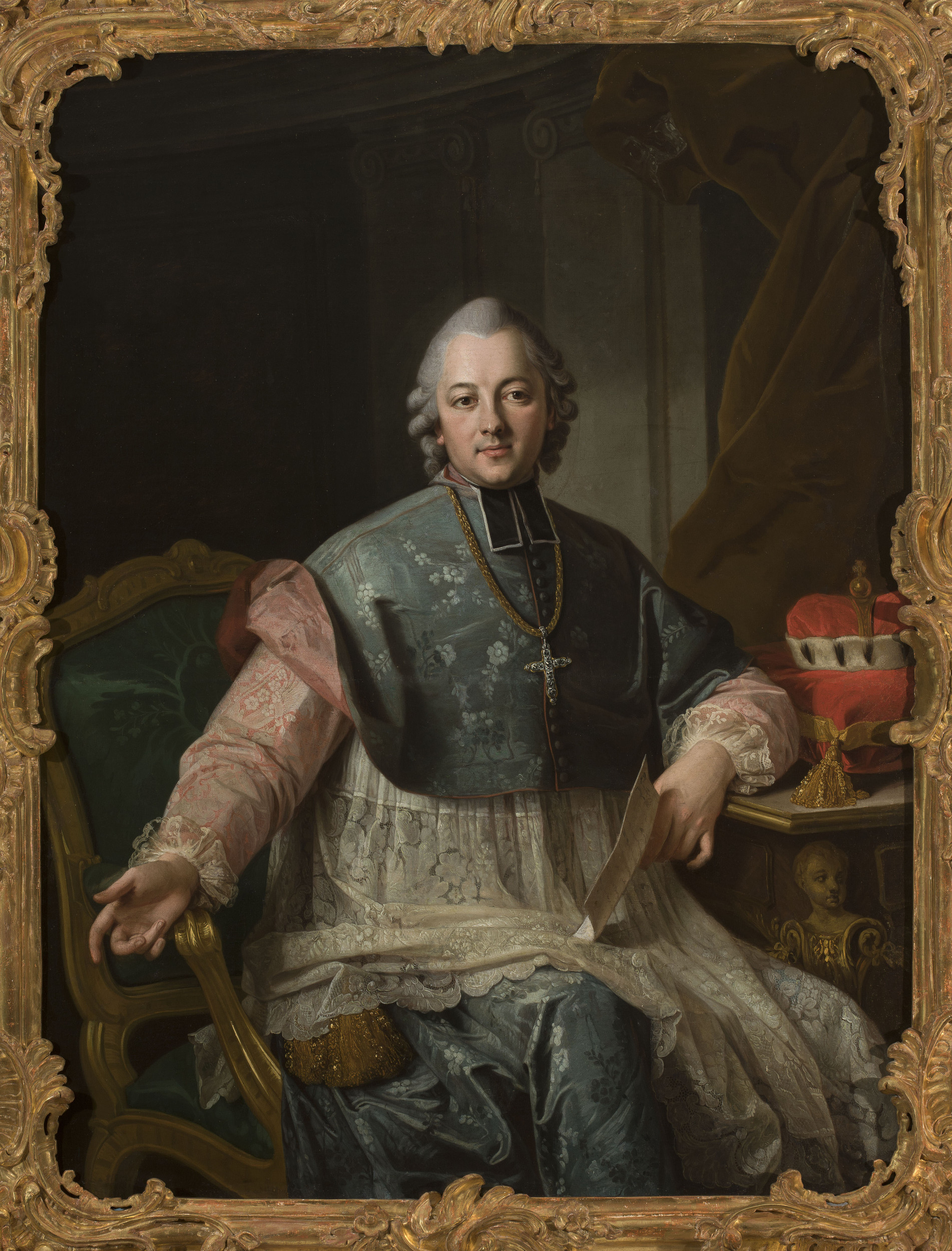
Портрет польского архиепископа Игнатия Красицкого.
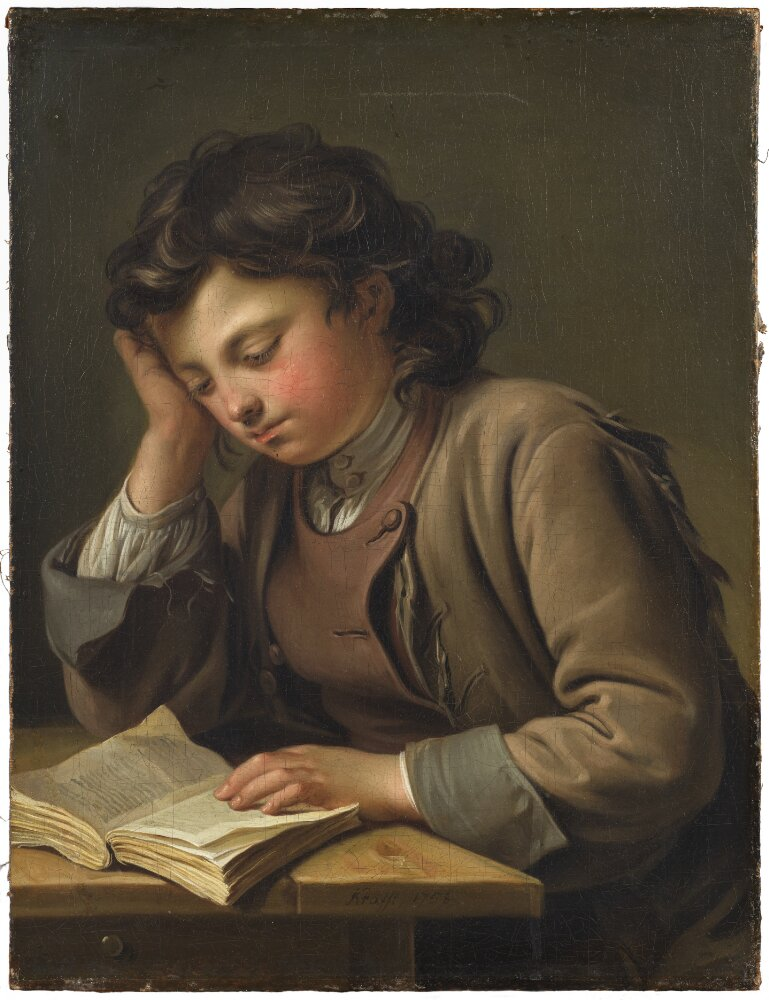
Читающий мальчик.